# روبرت هيكس (سياسي)
روبرت هيكس هو سياسي كندي، ولد في 4 يونيو 1933 في تورونتو في كندا، وتوفي في 25 نوفمبر 2014 في بريسبريدج في كندا. حزبياً، نشط في الحزب الكندي التقدمي المحافظ. وقد انتخب عضو مجلس العموم الكندي.